# Heinrich Ehrich
Johann Georg Heinrich Ehrich (* 20. Oktober 1825 in Hamburg; † 3. Januar 1909 in Hamburg) war ein deutscher Zeichenlehrer, Maler, Lithograf und Freimaurerritter.

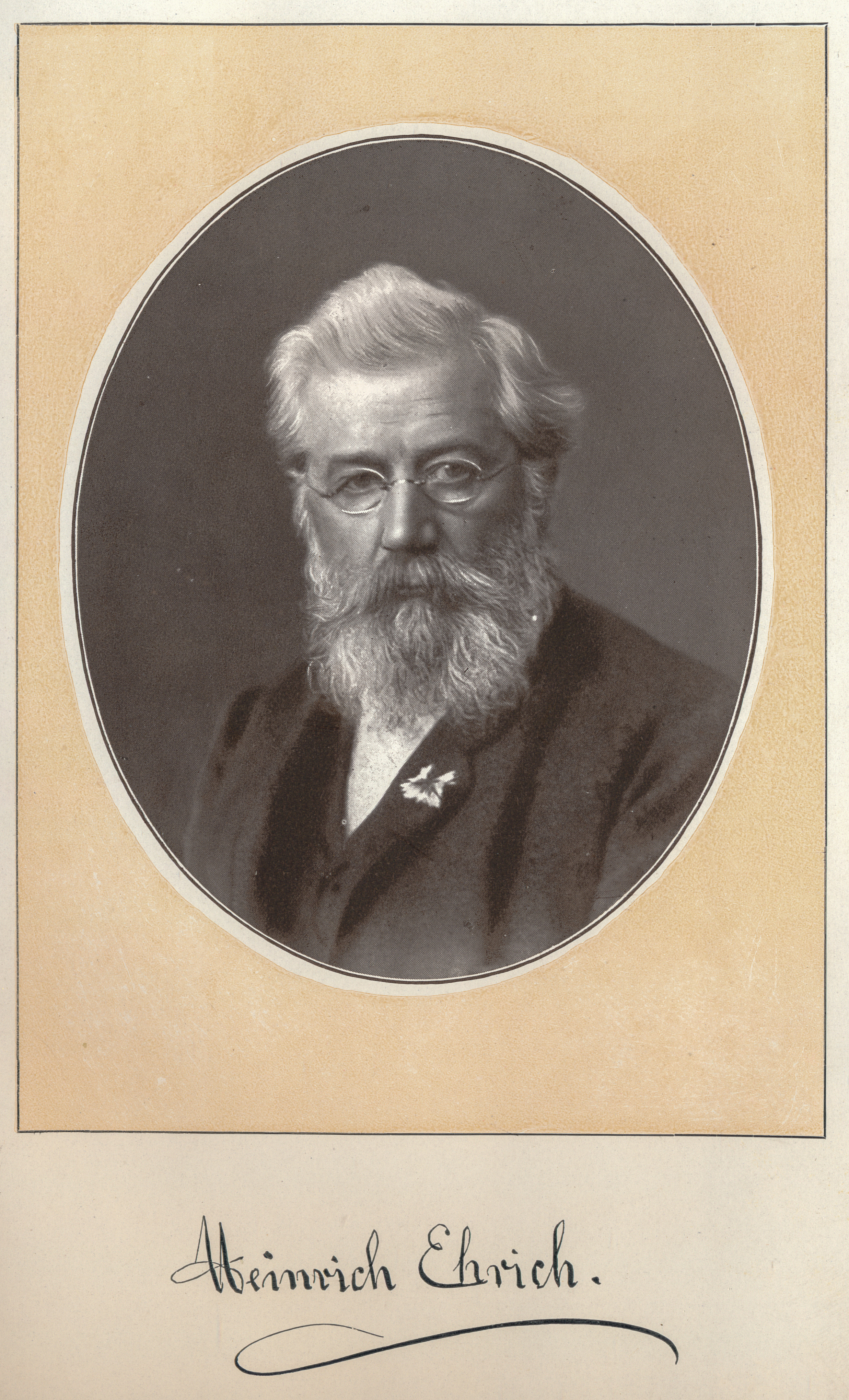
Portrait, Buch Freimaurerische Dichtungen v. H. Ehrich, 1905

## Leben
Bereits als 15-Jähriger übte er die Stelle eines Hilfslehrers aus, konnte sich aufgrund der schlechten Bezahlung jedoch keine für die Weiterbildung notwendigen Seminare leisten. Trotz praktischer Anleitung durch den Schulvorsteher war er dem Unterricht vor Schülern, die teils älter waren als er selbst, nicht gewachsen und arbeitete fortan als Kontorist.
Die Neigung zum Zeichnen trat jedoch immer stärker hervor und als nach einer Bleistiftskizze der Zeichenlehrer Johann Christian Wraske auf das junge Talent aufmerksam wurde, verschaffte dieser ihm die finanziellen Mittel, um die hiesige Schule für angehende Maler und Bildhauer von Friedrich Heimerdinger zu besuchen. 1848 ging Ehrich mit Hilfe eines Stipendiums nach Düsseldorf und wurde an der dortigen Kunstakademie unter Karl Ferdinand Sohn und Wilhelm von Schadow weiter ausgebildet, bis er – bedingt durch den Tod des Vaters – in seine Heimatstadt zurückkehren musste. Dort wirkte er als Genremaler, lithografierte am Lithographischen Institut von Charles Fuchs und war als Zeichenlehrer tätig. Er gab zunächst Privatstunden und unterrichtete im Arbeiterbildungsverein, ehe ihm 1854 von der Gesellschaft zur Beförderung der Künste und nützlichen Gewerbe (heute Patriotische Gesellschaft von 1765) der Zeichenunterricht in der neuerrichteten Elementarklasse anvertraut wurde. Dem folgte der Ruf an die Realschule des Johanneums, ferner wirkte er als Zeichenlehrer an der St.-Johannis-Klosterschule, mehreren höheren Töchterschulen und an der Hamburger Gewerbeschule (heute Hochschule für bildende Künste Hamburg). Er gab wöchentlich oft 50 bis 60 Stunden Unterricht, zu dem sonntags auch Kurse für Tierzeichnen im Zoologischen Garten oder Freizeichnen im Hamburger Umland gehörten.
In den mehr als 40 Jahren seiner Lehrertätigkeit fand eine Vielzahl von Hamburgern den Weg in die Kunst. Zu seinen Schülern gehörten u. a. Arthur Illies, Christian Wilhelm Allers, Gustav Brandt, die Brüder Carl und Johannes Gehrts, Hermann de Boor und der spätere Lithograf Carl Griese.
H. Ehrich gehörte im August 1848 zu den Gründern des Düsseldorfer Künstlervereins Malkasten.
Heinrich Ehrich wurde 1860 Freimaurerritter der St. Johannes-Loge „Zum Pelikan“ (Mitgliedsloge der Großen Landesloge der Freimaurer von Deutschland), die seit 1909 in Hamburg im Logenhaus der Johannislogen beherbergt ist. In dem 1905 herausgebrachten Buch „Freimaurerische Dichtungen“, sind es 61 gedichtete Lieder, die er im Laufe seiner Mitgliedschaft geschaffen hat.

## Werke

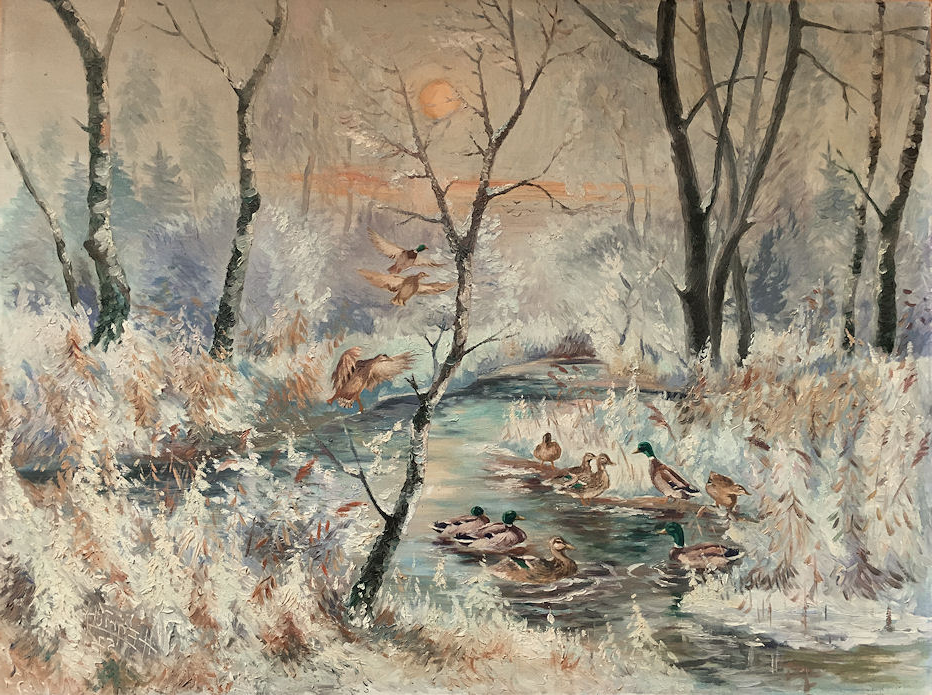
Winterlicher Ententeich, Gemälde von H. Ehrich, 1857

- Rheinische Küche, 1849 – vom Kunstverein in Hamburg erworben
- Auswandererfamilie, 1852 – vom Kunstverein in Hamburg erworben
- Winterliches Entenleben am Teich, 1857 – Privatbesitz
- Blick vom Alsterufer auf die Binnenalster mit Segel- und Ruderbooten, ca. 1875 – Staatsarchiv Hamburg[5]
- Erinnerungsblatt an Helgoland, Skizze. Museum für Hamburgische Geschichte, Hamburg
- Porträt des Schriftstellers Semmy Steinberg, 1899